# (6416) Nyukasayama
(6416) Nyukasayama (1993 VY3) – planetoida z pasa głównego asteroid okrążająca Słońce w ciągu 5,41 lat w średniej odległości 3,08 j.a. Odkryta 14 listopada 1993 roku.